# С. С. ван Дайн
Уилард Хънтингтън Райт (на английски: Willard Huntington Wright) е американски журналист, литературен критик, сценарист, поет и писател на произведения в жанра криминален роман, трилър и публицистика. Пише криминална литература под псевдонима С. С. ван Дайн (на английски: S. S. Van Dine). В България е издаван и като Сесил ван Дайн.

## Биография и творчество
Уилард Хънтингтън Райт е роден на 15 октомври 1888 г. в Шарлотсвил, Вирджиния, САЩ, в семейството на Арчибалд Дейвънпорт и Ани Ван Вранкен. По-малкият му брат Стантън става уважаван художник, един от първите американски абстрактни художници и съосновател (заедно с Морган Ръсел) на школата за модерно изкуство „Синхронизъм“. Отраства в Санта Моника, Калифорния, където баща му е собственик на хотел. Следва в колежа „Сейнт Винсънт“ (в Хампшър), колежа „Помона“ и Харвардския университет без да се дипломира.
През 1907 г. се жени за Катрин Бел Бойнтън от Сиатъл, с която имат дъщеря – Бевърли. Той напуска семейството си в началото на брака, а се развеждат през 1930 г. Жени се повторно през 1930 г. за Елинор Рулапо, известна професионално като Клер Де Лил, портретна художничка и светска личност.
Започва професионалната си писателска кариера на 21-годишна възраст като литературен редактор на вестник „Лос Анджелис Таймс“, където ментор му е известният журналист Х. Л. Менкен. Става известен със своите остри рецензии на книги, като особено язвителен е към романтиката и детективската литература. През 1909 г. е автор на монография на Едгар Алън По за вестника. Премества се в Ню Йорк през 1911 г. Работи като редактор на нюйоркското литературно списание The Smart Set в периода 1912 – 1914 г. публикувайки разкази от Габриеле Д'Анунцио, Флойд Дел, Форд Мадокс Форд, Д. Х. Лорънс и Джордж Мур, пиеса от Джоузеф Конрад, и стихове от Езра Паунд и Уилям Бътлър Йейтс. Освободен е от консервативният собственик на списанието заради интереса му към нетрадиционната и често еротична литература.
През 1913 г. той посещава Париж и Мюнхен, където след като се запознава с произведенията на импресионистите и синхронистите, пише статията „Импресионизъм до синхронизъм“ за списание „Ню Йорк“, която привлича общественото внимание към абстрактното изкуство в САЩ. През 1915 г. е издадена книгата му What Nietzsche Taught (Какво е учил Ницше), в която популяризира немският философ сред скептично настроената американска публика, цитирайки и коментирайки всичките му книги. В този период пише и разкази, които публикува под псевдоним.
Райт е най-уважаван в интелектуалните среди заради писането си за изкуството. В книгата си „Модерна живопис: нейната тенденция и значение“ от 1915 г. разглежда важните движения в изкуството от последните сто години от Едуар Мане до кубизма, възхвалява до голяма степен неизвестната работа на Пол Сезан и предсказва идваща ера, в който изкуството на цветовата абстракция би заменило реализма. Възхитен от Алфред Щиглиц и Джорджия О‘Киф, наред с други, става под ръководството на брат си един от най-прогресивните (и войнствено настроени) критици на изкуството на времето и помага за организирането на няколко изложби, включително „Форумната изложба на модерното Американски художници“, представяйки най-напредналите нови художници на вниманието на публиката от двата бряга. Издадената му през 1915 г. книга The Creative Will (Творческата воля) за естетическата философия оказва влияние върху артистичната идентичност на тогавашните творци.
През 1917 г. е издадена книгата му „Погрешно информиране на една нация“, в която атакува бурно предполагаемите неточности и британски пристрастия в Енциклопедия Британика (11-о издание). Той е германофил и не подкрепя решението на САЩ да се присъедини към съюзническата кауза през Първата световна война, заради което е отстранен от журналистиката повече от две години, а неговият благосклонен възглед за пруския милитаризъм му коства приятелствата с Менкен и Драйзер.
Връщайки се в Ню Йорк през 1920 г., работи на свободна практика всякаква работа, която му попадне и има беден живот. До 1923 г. е сериозно болен, в резултат на срив от преумора и от употреба на кокаин. Има продължителен период на възстановяване, през който чете стотици томове криминална литература. В резултат на това пише основополагащо есе, в което изследва историята, традициите и конвенциите на криминалната литература като форма на изкуство. Решава и сам да опита да пише в тази насока.
Първият му роман „Убийството на Бенсън“ от поредицата „Случаите за убийства на Фило Ванс“ е издаден през 1926 г. под псевдонима С. С. ван Дайн. Писателят използва псевдонима, съчетан от наименование на кораб и взето фамилно име, за да прикрие самоличността си, която е разкрита през 1928 г. Главен герой в поредицата е заможния детектив аматьор Фило Ванс, сноб и естет, любител на изкуството, чиято дейност се развива в Манхатън от епохата на джаза. В историята Фило Ванс разследва смъртта на борсовия посредник и плейбой Алвин Бенсън, който е убит с куршум в главата. Той е заинтригуван от липсата на перуката и изкуствените зъби на жертвата, и впоследствие се изправя срещу множество заподозрени и семейни тайни в търсенето на истината.
В следващите две години, след публикуването на „Убийството на канарчето“ и „Аферата „Грийн“, писателят става един от най-продаваните автори в САЩ. В следващите години, в разгара на Голямата депресия, той продължава да пише криминални романи, което е по-печелившо от дейността му като журналист. Заради успеха на романите му, те драматизирани в радиопиеси и са екранизирани от 1929 г. в множество игрални филми. В тях ролята на детектива Фило Ванс се изпълнява от филмовите звезди по това време Уилям Пауъл, Базил Ратбоун и Едмънд Лоу, а партньорки са им Луиз Брукс, Джийн Артър и Розалинд Ръсел.
Той е нает в началото на 30-те години от филмовото студио „Уорнър Брадърс“ за написването на сценарии за 12 късометражни криминални филма с дължина около 20 минути, които са пуснати на екран през 1931 – 1932 г. Ролите в тях се изпълняват от Доналд Мийк и Джон Хамилтън. Сценариите не са публикувани и са загубени.
Уилард Хънтингтън Райт умира от сърдечно заболяване на 11 април 1939 г. в Ню Йорк.

## Произведения

### Поредица „Случаите за убийства на Фило Ванс“ (Philo Vance Murder Cases)
1. The Benson Murder Case (1926)[1][2][3]
Убийството на Бенсън, изд. „Евразия-Абагар“ (1992), прев. Александър Гаспаришвили
2. The Canary Murder Case (1927)
3. The Greene Murder Case (1928)
Аферата „Грийн“, изд.: ИК „Милениум“, София (2015), прев. Петър Неделчев
4. The Bishop Murder Case (1928)
Злият гений на Ню Йорк, изд. „М. Г. Смрикаров“ (1936), изд. „Евразия-Абагар“ (1991), прев. Любен Велчев
5. The Scarab Murder Case (1930)
6. The Kennel Murder Case (1933)
7. The Dragon Murder Case (1933)
8. The Casino Murder Case (1934)
9. The Garden Murder Case (1938)
Зловещо анданте, изд. „Евразия-Абагар“ (1991), прев.
10. The Kidnap Murder Case (1936)
11. The Gracie Allen Murder Case (1938) – издаден и като The Smell of Murder
12. The Winter Murder Case (1939)
Убийство по учебник, изд. M.-L. (1992), прев.

### Разкази
- The almost perfect crime (1929)[1]
- The Bonmartini murder case (1929)
- The inconvenient husband (1929)
- The man in the blue overcoat (1929)
- A murder in the witches' cauldron (1929)
- Poison (1929)
- The scarlet nemesis (1929)
- Fool! (1930)

### Поезия
- Songs of Youth (1913)[4]

### Документалистика
като Уилард Хънтингтън Райт
- The Creative Will: Studies in the Philosophy and the Syntax of Æsthetics (1914)[2][4]
- What Nietzsche Taught (1915)
- Modern Painting – Its Tendency and Meaning (1915)
- The Man of Promise (1916)
- Misinforming A Nation (1917)
- The Great Modern French Stories: A Chronological Anthology (1917)

### Екранизации
- 1929 The Canary Murder Case
- 1929 The Greene Murder Case
- 1929 The Bishop Murder Case
- 1930 The Benson Murder Case
- 1930 El cuerpo del delito – по „Злият гений на Ню Йорк“
- 1931 The Clyde Mystery – късометражен
- 1931 The Wall Street Mystery – късометражен
- 1931 The Week End Mystery – късометражен
- 1932 The Symphony Murder Mystery – късометражен
- 1932 The Studio Murder Mystery – късометражен
- 1932 The Skull Murder Mystery – късометражен
- 1932 The Cole Case – късометражен
- 1932 Murder in the Pullman – късометражен
- 1932 The Side Show Mystery – късометражен
- 1932 The Crane Poison Case – късометражен
- 1932 The Campus Mystery – късометражен
- 1932 The Trans-Atlantic Mystery – късометражен
- 1933 The Kennel Murder Case
- 1934 The Dragon Murder Case
- 1935 The Casino Murder Case
- 1936 The Garden Murder Case
- 1936 The President's Mystery
- 1936 The Scarab Murder Case
- 1937 Night of Mystery – по „Аферата „Грийн“
- 1939 The Gracie Allen Murder Case – по героя на поредицата
- 1940 Calling Philo Vance – по The Kennel Murder Case
- 1947 Philo Vance's Gamble – по героя на поредицата
- 1947 Philo Vance Returns – по героя на поредицата
- 1974 Philo Vance – тв минисериал, 6 епизода, по първите 4 романа от поредицата
- 2002 Vyvrazdení rodiny Greenu – тв филм, по „Аферата „Грийн“